# Theodore (Alabama)
Theodore es un lugar designado por el censo (en inglés, census-designated place, CDP) ubicado en el condado de Mobile, Alabama, Estados Unidos. Según el censo de 2020, tiene una población de 6270 habitantes.

## Demografía
En el 2000, el ingreso promedio de un hogar era de $53,589 y el ingreso promedio de una familia era de $36,500. El ingreso per cápita para la localidad era de $15,129. Los hombres tenían un ingreso per cápita de $32,297 contra $19,679 para las mujeres.
De acuerdo con la estimación 2015-2019 de la Oficina del Censo, el ingreso promedio de un hogar es de $53,589 y el ingreso promedio de una familia es de $58,411. El ingreso per cápita de la localidad de los últimos 12 meses, medido en dólares de 2019, es de $19,555.

## Geografía
La localidad está ubicada en las coordenadas 30°32′19″N 88°11′15″O / 30.53861, -88.18750 (30.538686, -88.187573).  Según la Oficina del Censo, la localidad tiene un área total de 20,68 km², de la cual 20,67 km² es tierra y 0,01 km² es agua.